# Onchidella borealis
Onchidella borealis is een slakkensoort uit de familie van de Onchidiidae. De wetenschappelijke naam van de soort is voor het eerst geldig gepubliceerd in 1872 door Dall.